# Savoca
Savoca (sicilsky Sàuca) je italská obec v Metropolitním městě Messina v severovýchodní části Sicílie. V obci Savoca bylo k 31. srpnu 2020 registrováno 1 731 obyvatel, z nichž ale jen kolem 150 žilo přímo v nejstarším historickém jádru, tzv. „borgu“. Obec Savoca je jedním z 308 členů (stav k prosinci roku 2020) asociace I Borghi più belli d'Italia (Nejkrásnější historická sídla v Itálii).

## Geografie
Obec Savoca se rozkládá asi 30 km směrem na jihozápad od Messiny na východních svazích pohoří Peloritani ve výšce 330 metrů nad mořem. Břehy Jónského moře jsou od historického jádra středověkého městečka vzdálené vzdušnou čarou jen asi 2,5 km. Sousedními obcemi jsou Casalvecchio Siculo, Forza d'Agrò, Furci Siculo, Sant'Alessio Siculo a Santa Teresa di Riva. Jižní hranici mezi územími obcí Savoca a Sant'Alessio Siculo tvoří řeka Agrò a její stejnojmenné údolí.

## Historie
.V roce 1134 zde první sicilský král Roger II. založil normanské sídlo a v roce 1139 baronství s rozsáhlými pozemky, nazvané „Universitas Sabucae“ („sàbuca“ je místní pojmenování bezového keře) král svěřil jako léno archimandritovi kláštera svatého Salvátora (svatého Spasitele, Santissimo Salvatore) v Messině. Představitelé tohoto kláštera východního, tj. byzantského ritu, který existoval v Messině od roku 1094 až do osudného zemětřesení v roce 1908 a který měl nejvyšší pravomoc nad všemi kláštery byzantského ritu v jižní Itálii, pak po dlouhá staletí nosili titul baronů ze Savocy. Prvním pánem baronství Savoca se stal Luca z Messiny (archimandrit Luca I., San Luca di Messina), zakladatel kláštera sv. Salvátora v Messině. V roce 1130 započala v Savoce na místě starší stavby výstavba sikulsko-normanského kostela Nanebevzetí Panny Marie. První přímá zmínka o sídle Savoca jako o „Sant'ili" se objevila v roce 1150 ve spise sikulsko-arabského geografa Muhammada al-Idrísího.
Ve 13. století se obyvatelé Savocy zúčastnili páté křížové výpravy, vyhlášené papežem Inocentem III., a v závěru tohoto století se zapojili do povstání proti francouzské nadvládě, známého jako Sicilské nešpory. Ve 13. století byly v Savoce postaveny kostely sv. Michala a sv. Mikuláše. V roce 1347 byla Savoca, stejně jako Messina a další sicilská města, postižena černým morem. Dne 30. listopadu 1355 král Fridrich III. Sicilský krátce po svém nástupu na trůn povýšil savockou pevnost Pentefur na královský hrad, až na počátku 15. století se Pentefur vrátil opět pod kontrolu archimandritů z Messiny. V 15. století se v Savoce rozvíjel obchod, mj. i s cukrem, který byl získáván z cukrové třtiny, pěstované v oblasti mezi Messinou a Savocou, a byl vyvážený na celý italský poloostrov i do dalších evropských zemí. Od roku 1487 byl na podporu obchodu v Savoce pořádán „Výroční trh Panny Marie Milosrdné“ (Fiera annuale della Beata Vergine Maria della Misericordia). V těchto dobách měla Savoca přes 4 000 obyvatel, tedy násobně více, než na počátku 21. století. V 15. století žila v Savoce a v sousedním Casalvecchiu početná židovská komunita, čítající kolem 50 až 60 rodin, celkem na 300 osob. Tuto skutečnost dosud připomínají pozůstatky synagogy v Savoce a ulice Strada della Judeca v Casalvecchiu. Maximální počet obyvatel Savocy je datován do roku 1540 – celkem 5 145 osob.
Katastrofální zemětřesení z ledna roku 1693, které zničilo tisíce staveb a lidských životů na území sicilských správních celků Val di Noto a Val di Demono, se Savocy příliš nedotklo. Přesto i zde vznikly určité škody, dobové záznamy hovoří například o rozsáhlém poškození hradu Pentefur a kostela San Nicolò. K dalším škodám na městských stavbách a kostelech došlo během zemětřesení v roce 1908. Za fašistické vlády byla obec Savoca v roce 1928 sloučena s obcí Santa Teresa di Riva. Samostatnost obce byla obnovena až v roce 1948.

## Pamětihodnosti
- Castello di Pentefur – hrad Pentefur, postavený ve 12. století z popudu krále Rogera II. na místě, kde již předtím byla od 6. století byzantská pevnost
- La Porta della Città – městská brána ze 12. století
- Antico palazzo della Curia e antico Carcere – sídlo správy města a věznice ze 14. století
- Sinagoga di Savoca – synagoga (vznik není znám, je však doloženo, že zde existovala již na počátku 15. století)
- Il convento dei Cappuccini e la cripta – kapucínský klášter s kryptou ze 17. století

Na území obce je 15 kostelů, z nichž nejstarší jsou:
- Chiesa di Santa Maria in Cielo Assunta – kostel Nanebevzetí Panny Marie z roku 1130, chráněný od roku 1910 jako kulturní památka
- Chiesa di San Michele – kostel sv. Michala z roku 1250
- Chiesa di San Nicolò – kostel sv. Mikuláše ze 13. století

## Savoca ve filmu
V Savoce a v nedalekém městě Forza d'Agrò byly v roce 1970 natáčeny scény z filmu amerického režiséra Francise Forda Coppoly Kmotr, zpodobňující románové (i skutečné) sicilské město Corleone.

## Galerie

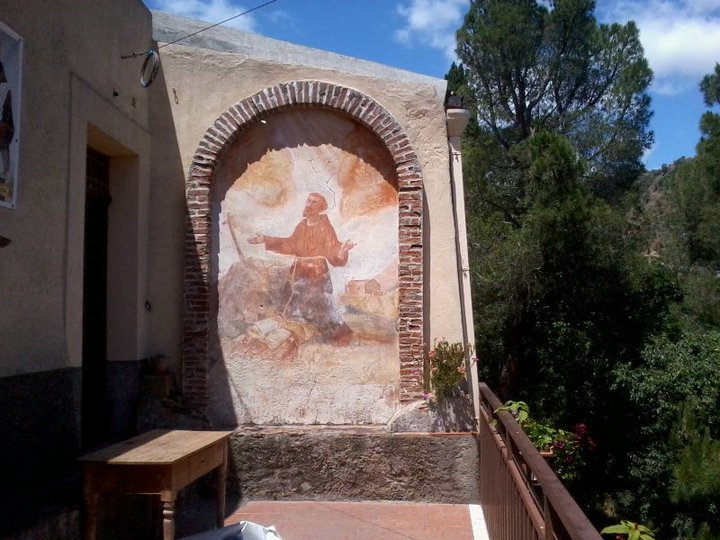
Vyobrazení sv. Františka z Assisi v klášteře kapucínů
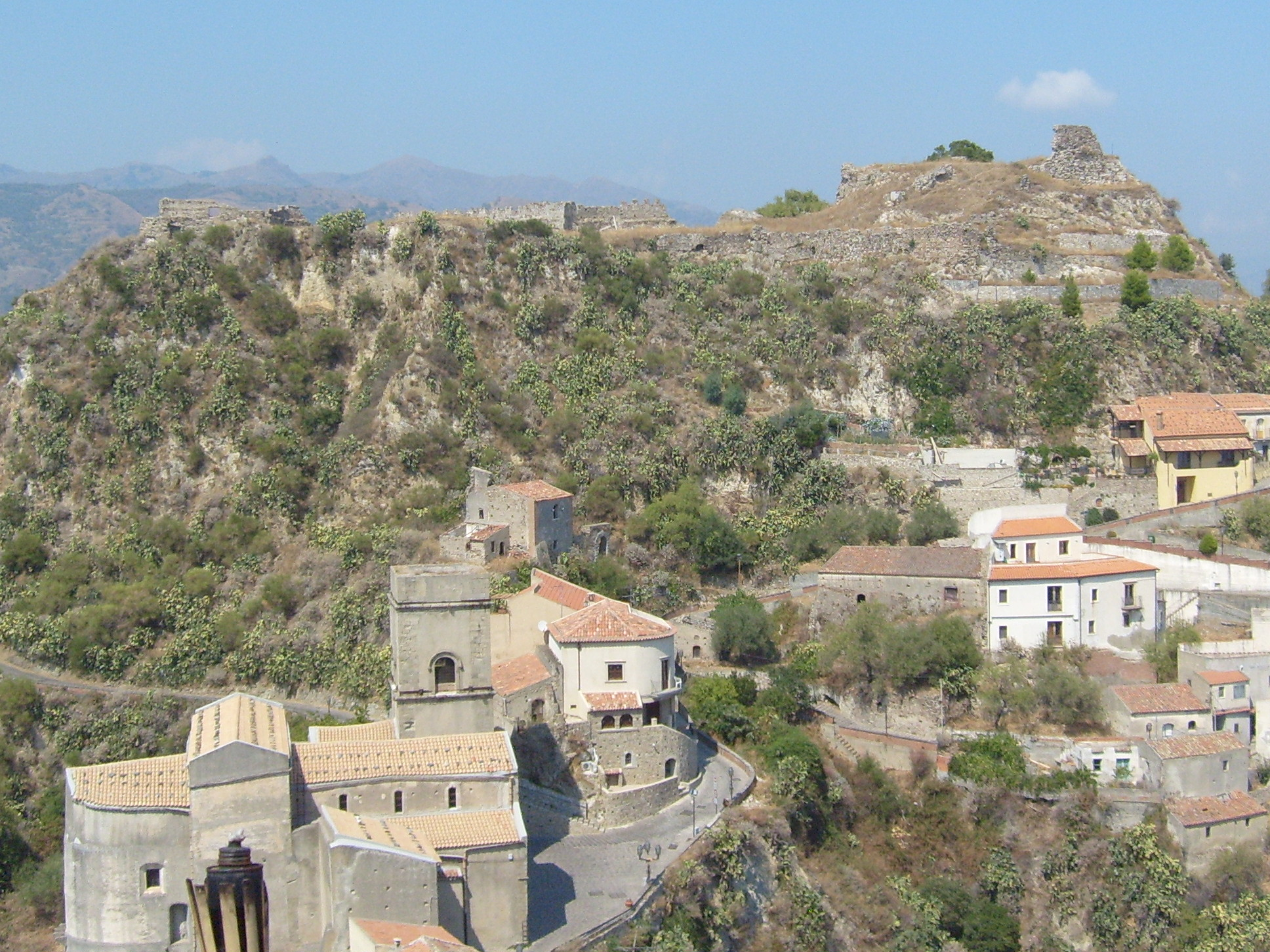
Ruiny hradu Pentefur
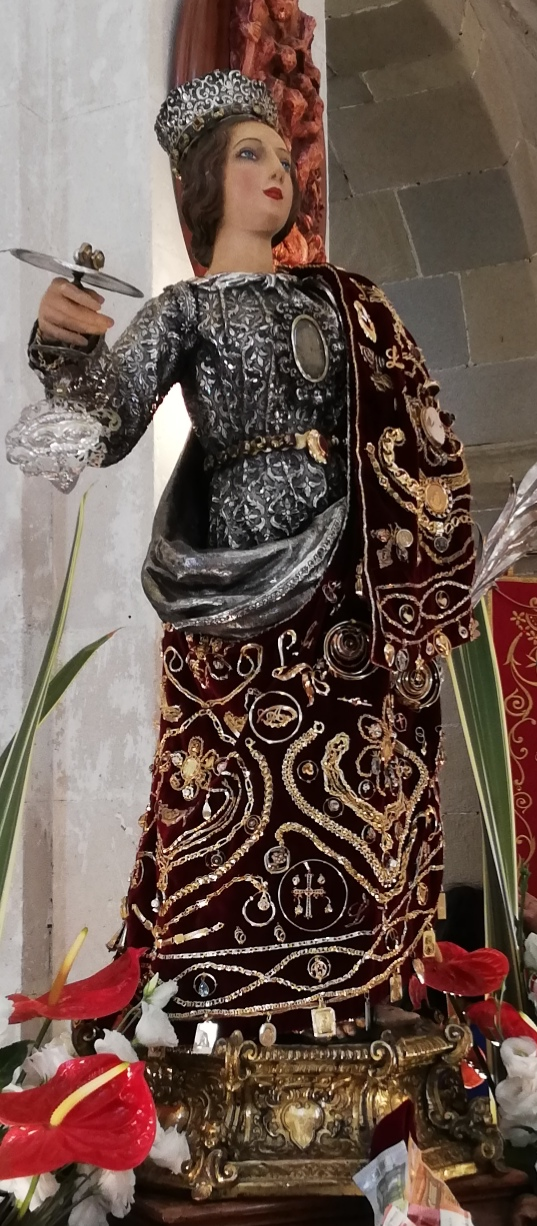
Stříbrná socha sv. Lucie v kostele sv. Mikuláše
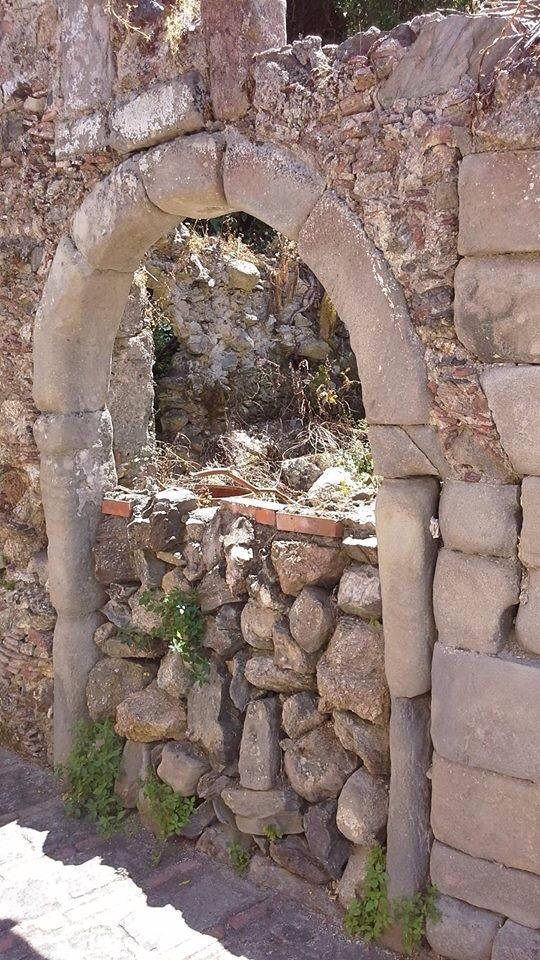
Zříceniny místní synagogy
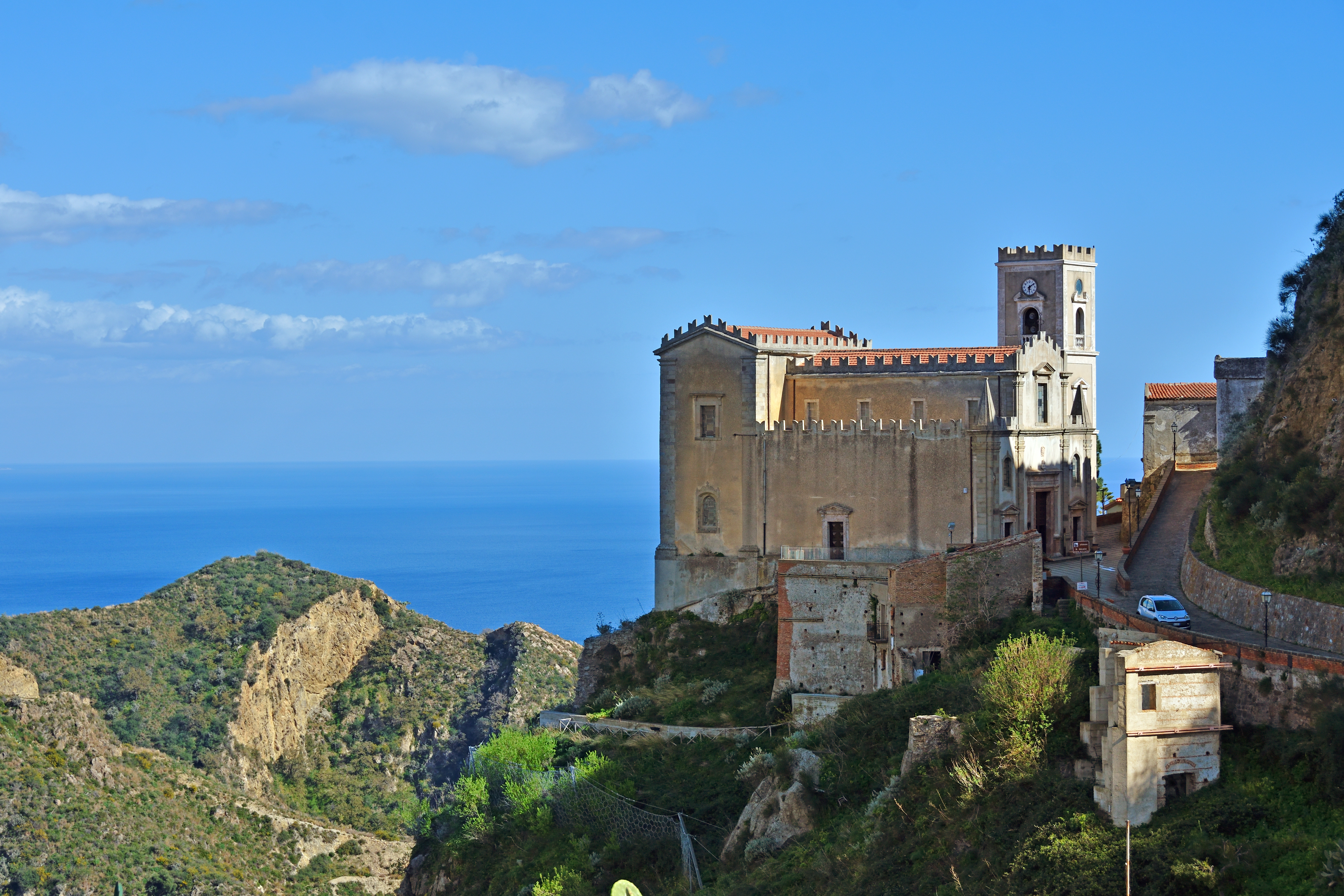
Kostel svatého Mikuláše
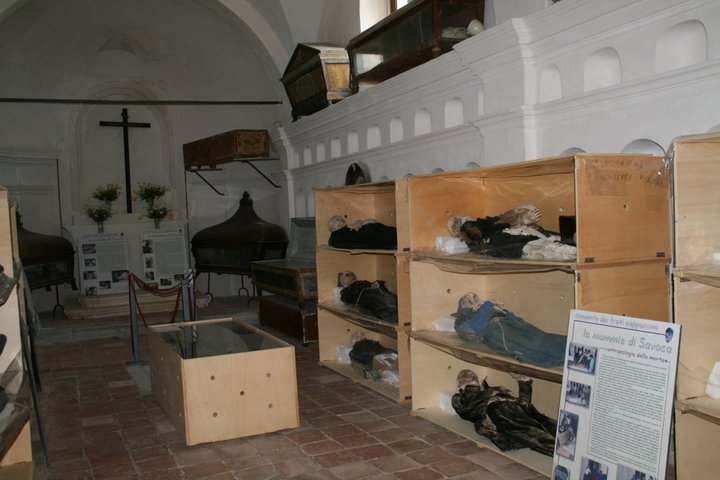
Mumie v klášterní kryptě